# Ошац
Ошац (нім. Oschatz, [oːʃats]) — місто у Німеччині, у землі Саксонія. Підпорядкований адміністративному округу Лейпциг. Входить до складу району Північна Саксонія.
Населення — 15 266 осіб (на 31 грудня 2010). Площа — 55,31 км².
Офіційний код — 14 7 30 230.

## Галерея

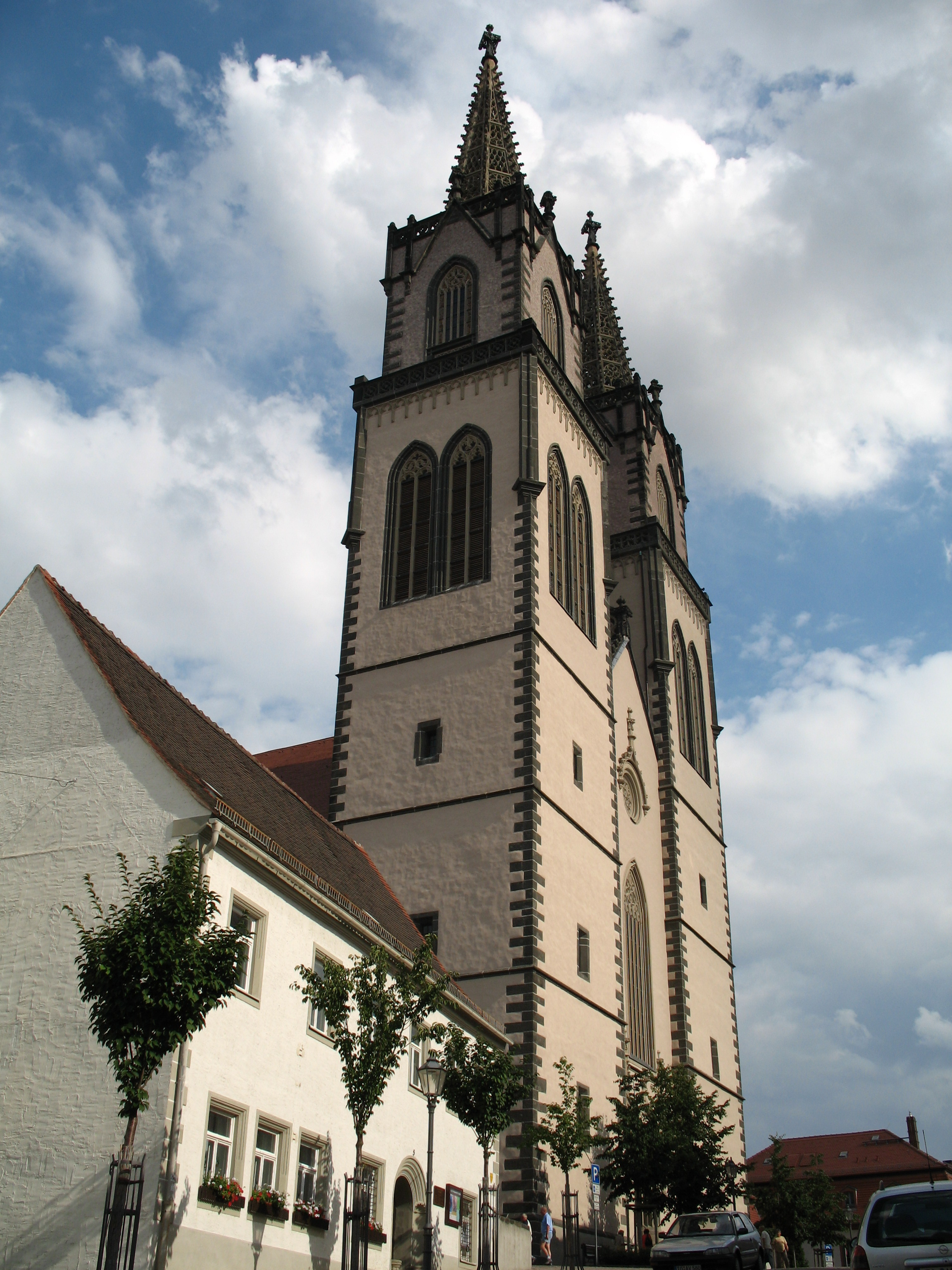
Санкт Егідієн
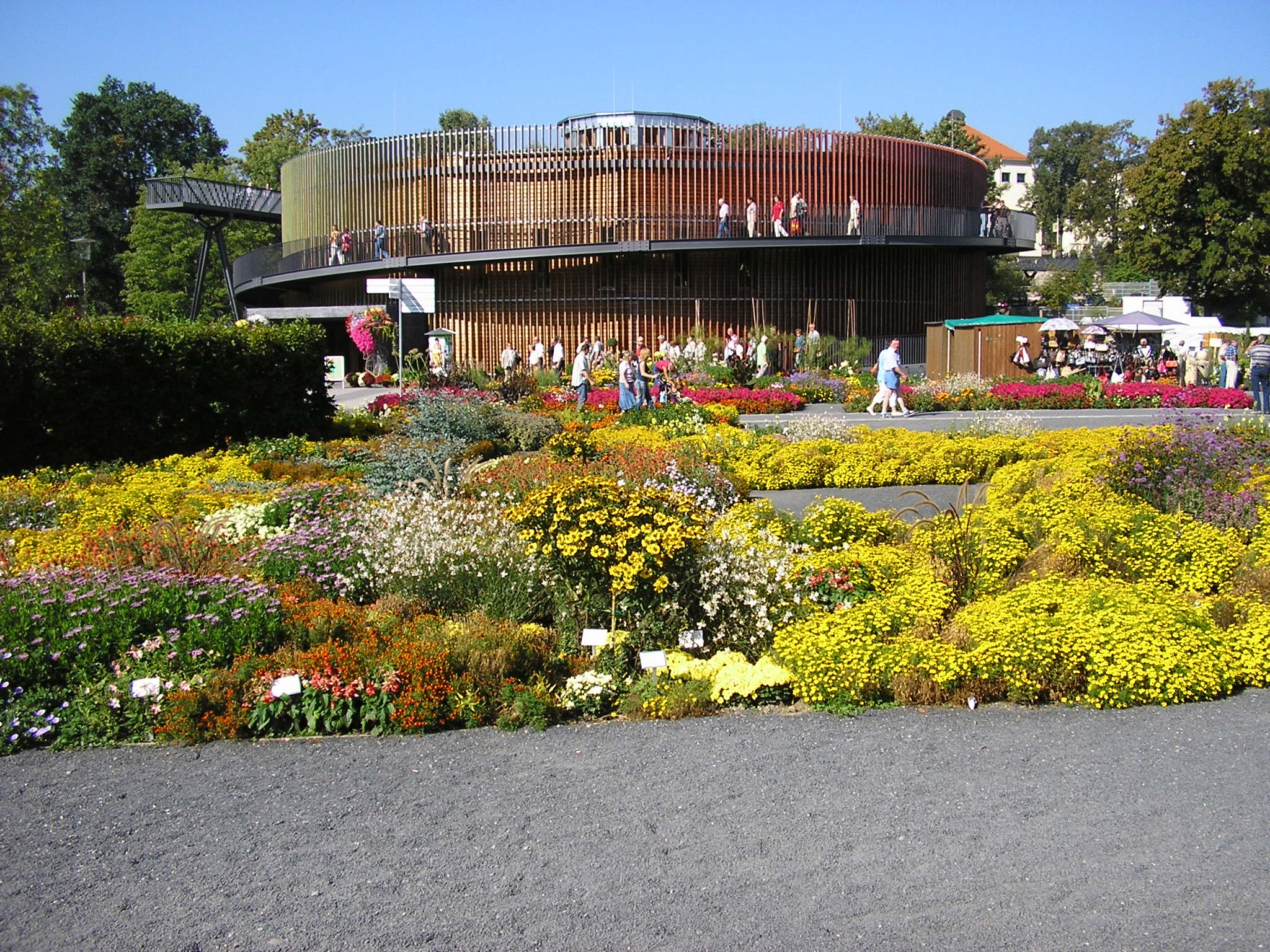
Земельна садова виставка, 2006
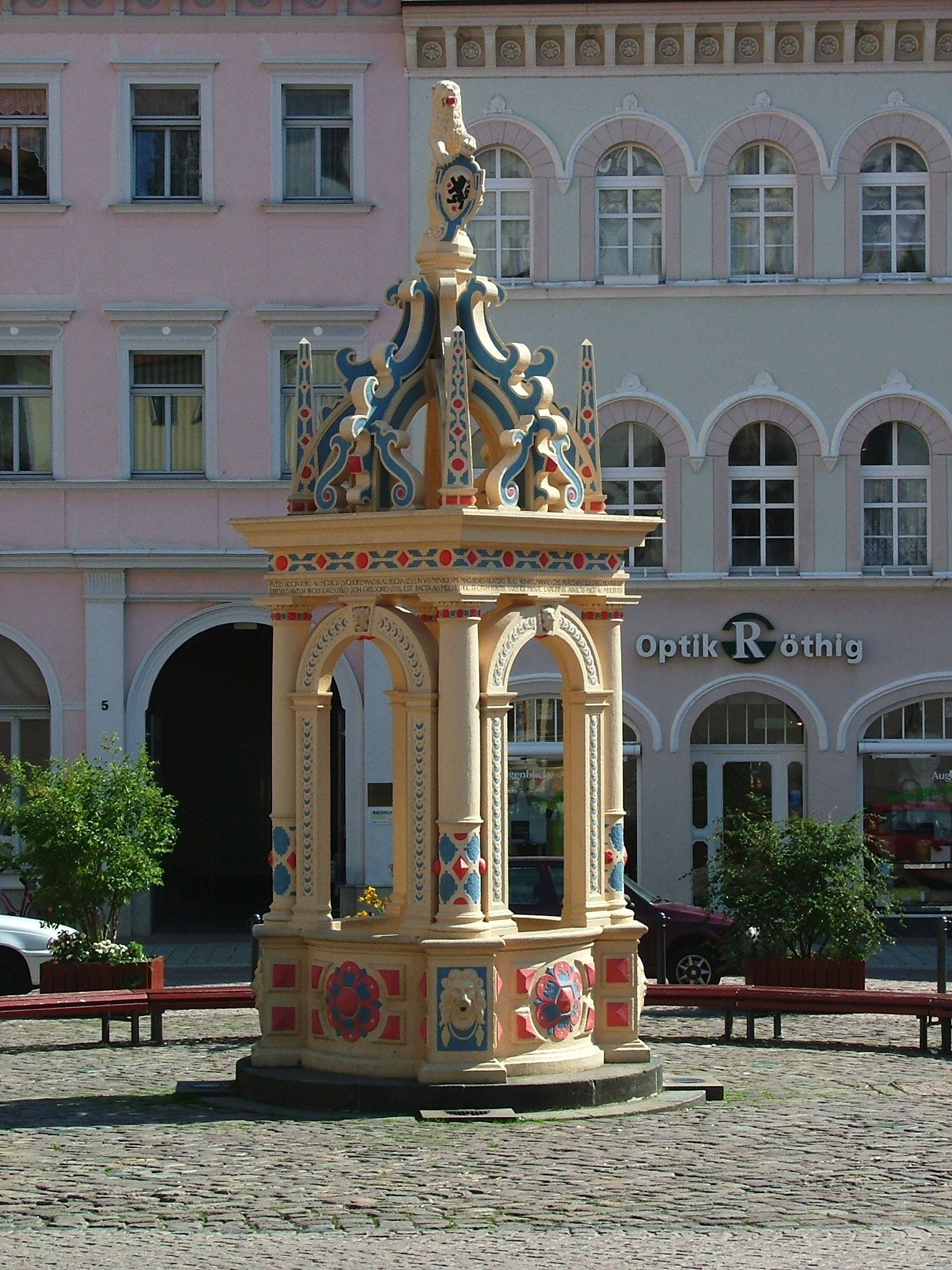
Колодязь 1589 на Новому ринку в Ошац